# Conversão de S. Paulo (Bruegel)
Conversão de S. Paulo é uma pintura a óleo sobre madeira de 1567 do mestre flamengo da Renascença Pieter Bruegel, que representa o episódio bíblico da conversão de S. Paulo descrito nos Atos dos Apóstolos, o quinto livro do Novo Testamento.
A obra está assinada e datada no canto inferior direito num pedregulho: BRVEGEL M.D.LXVII (BRUEGEL 1567). Está actualmente no Museu de História da Arte em Viena.
Alguns críticos têm sugerido que a cena pintada por Bruegel se refere a eventos contemporâneos, especialmente à passagem dos Alpes pelo exército comandado pelo Duque de Alba em 1567, quando se dirigia com um total de 10.000 homens para os Países Baixos para aniquilar as revoltas holandesas.

## Descrição
O Capítulo 9 dos Atos dos Apóstolos começa com o relato da conversão de Saulo, até aí um temido perseguidor dos que acreditavam em Jesus, quando seguia na estrada de Jerusalém para Damasco. A um dado ponto da viagem, Saulo/Paulo é encadeado por uma forte luz do céu, cai do cavalo e ouve a famosa pergunta de Jesus: «Saulo, Saulo, por que me persegues?» (Atos 9:4), o que levou depois a que Paulo se convertesse ao cristianismo.
Bruegel ao ilustrar o texto bíblico talvez esteja também a salientar a necessidade de fé e a condenar o pecado do orgulho.
Mas face às perseguições e contra-perseguições da Reforma e da Contra-Reforma, a história da Conversão do apóstolo Paulo pode ter um outro significado. Bruegel apresenta o exército de Paulo a caminho Damasco em trajes seus contemporâneos e os soldados com armaduras e armas do século XVI. O próprio Paulo tem um gibão com capuz usual no tempo do pintor. Bruegel passou por Itália e conhecia pelas obras de arte e documentos as roupas usadas no período inicial do cristianismo, pelo que a sua intenção ao representar aquela cena bíblica com roupas da sua época era salientar a relevância do tema para a perturbação social que então se vivia.
Bruegel situa a cena numa passagem de montanha íngreme, entre penhascos íngremes e picos afiados, que um grupo de soldados a cavalo e a pé tenta a custo ultrapassar. Tudo expressa uma ideia de verticalidade, desde as coníferas às montanhas recortadas, e às lanças e bandeira, até atingir uma nuvem escura à direita. O corte de alguns objectos a partir do bordo superior (como a bandeira do lado direito), amplifica o sentido de espaço que é mais desenvolvida em altura. Para a esquerda, onde se desenvolve a garganta da montanha com as figuras minúsculas, ele abre um vasto panorama, distante e embaçiado pela névoa.
Provavelmente, a colocação por Bruegel da conversão de Paulo no alto de uma passagem de montanha ladeada por pinheiros foi sugerido por uma gravura de 1509 de Lucas van Leyden.
E tal como em Caminho do Calvário e em Pregação de João Baptista, Bruegel coloca as figuras principais a meia distância, quase perdidas no meio da massa de pequenas figuras e atrás dos soldados e cavaleiros elegantes em primeiro plano. Esta era uma técnica habitual do Maneirismo que se destinava a provocar no espectador o apuramento da sua visão em busca do tema principal.

## Enquadramento histórico
Filipe II de Espanha, o filho do imperador Carlos V, no verão 1559 após a guerra vitoriosa contra a França nomeou a sua meia-irmã Margarida de Parma, flamenga de nascimento, como governadora-geral das dezassete províncias dos Países Baixos. As províncias, que tinham grau relativamente elevado de independência, receberam assim como governador um nobre local.
Logo, porém, irrompeu a disputa sobre a reorganização das dioceses e das leis sobre hereges contra os protestantes ainda com origem no reinado de Carlos V. Os líderes nobres por razões estratégicas favoreceram o Calvinismo que teve uma propagação radical, tendo os seus apoiantes criado uma teocracia. No auge, em agosto 1566, ocorreu uma iconoclastia de seis dias, durante o qual mais de quatro centenas de igrejas foram devastadas. Em resposta, Filipe II destituiu a sua meia-irmã e nomeou Álvarez de Toledo (Duque Alba) como o novo governador.
Inicialmente o novo governador, mediante uma acção sanguinolenta conseguiu parar a revolta, mas (entre outras coisas) a introdução de impostos elevados impulsionou de novo os motins, e o início da Guerra dos Oitenta Anos de que acabou por resultar a divisão dos Países Baixos Espanhóis (as dezassete províncias) em dois países, um a sul católico - a Bélgica, e outro a norte protestante - os atuais Países Baixos.

## História
A obra foi adquirida por Ernesto, Arquiduque da Áustria em 1594, tendo depois passado para a colecção imperial com Rodolfo II de Habsburgo.

## Galeria de detalhes

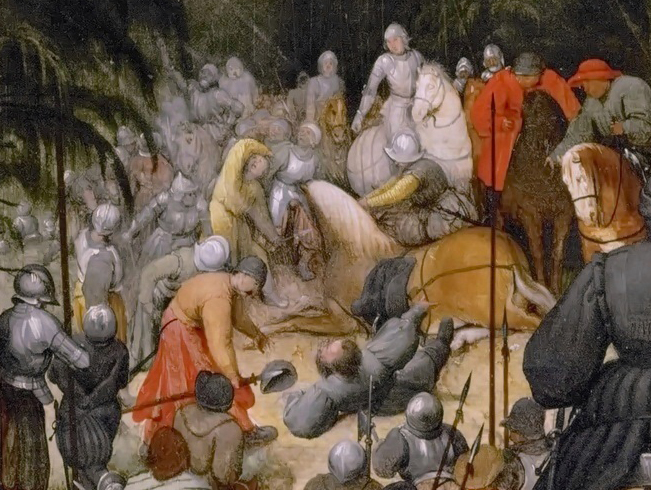
Detalhe - A Queda de Paulo
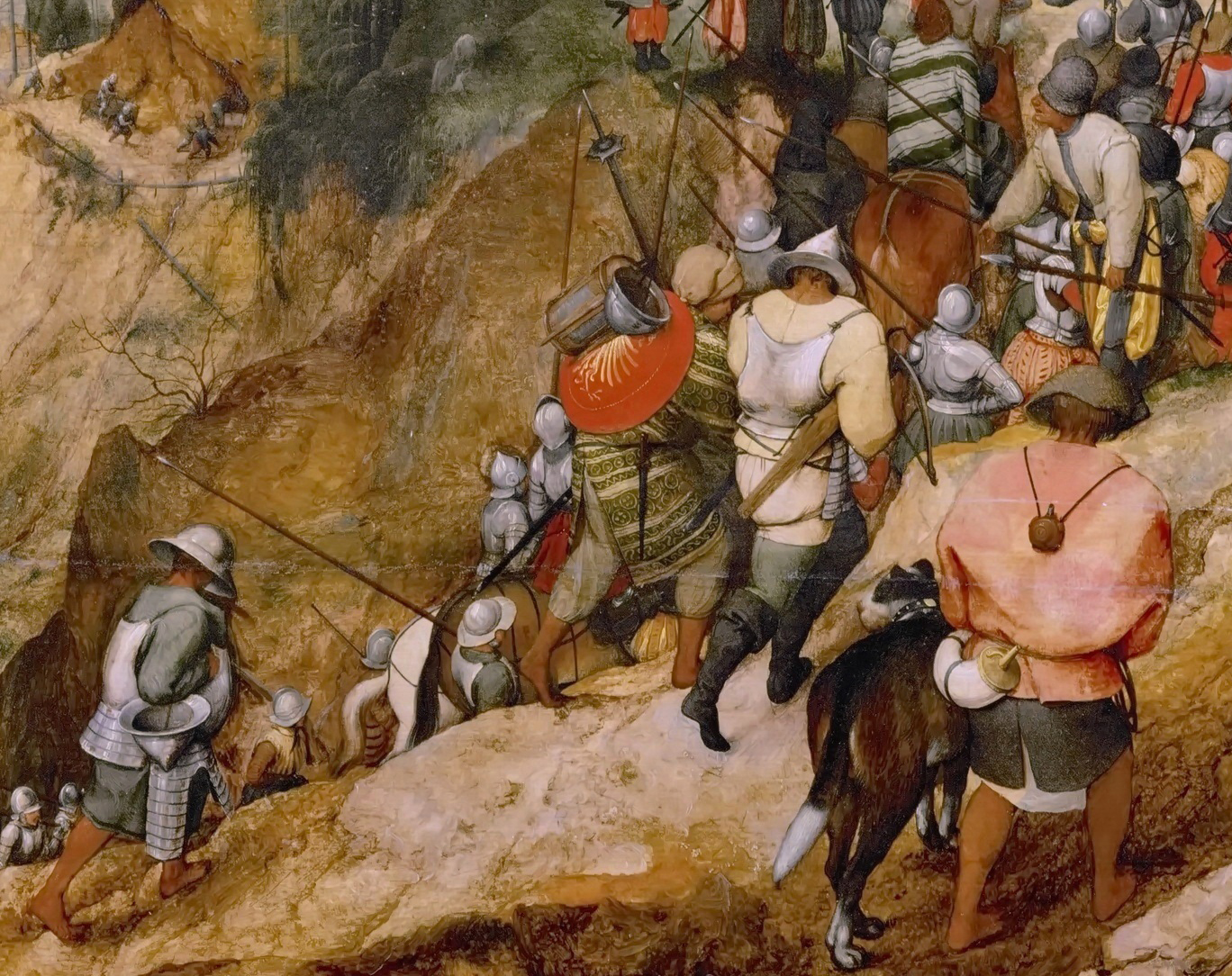
Detalhe - Soldados
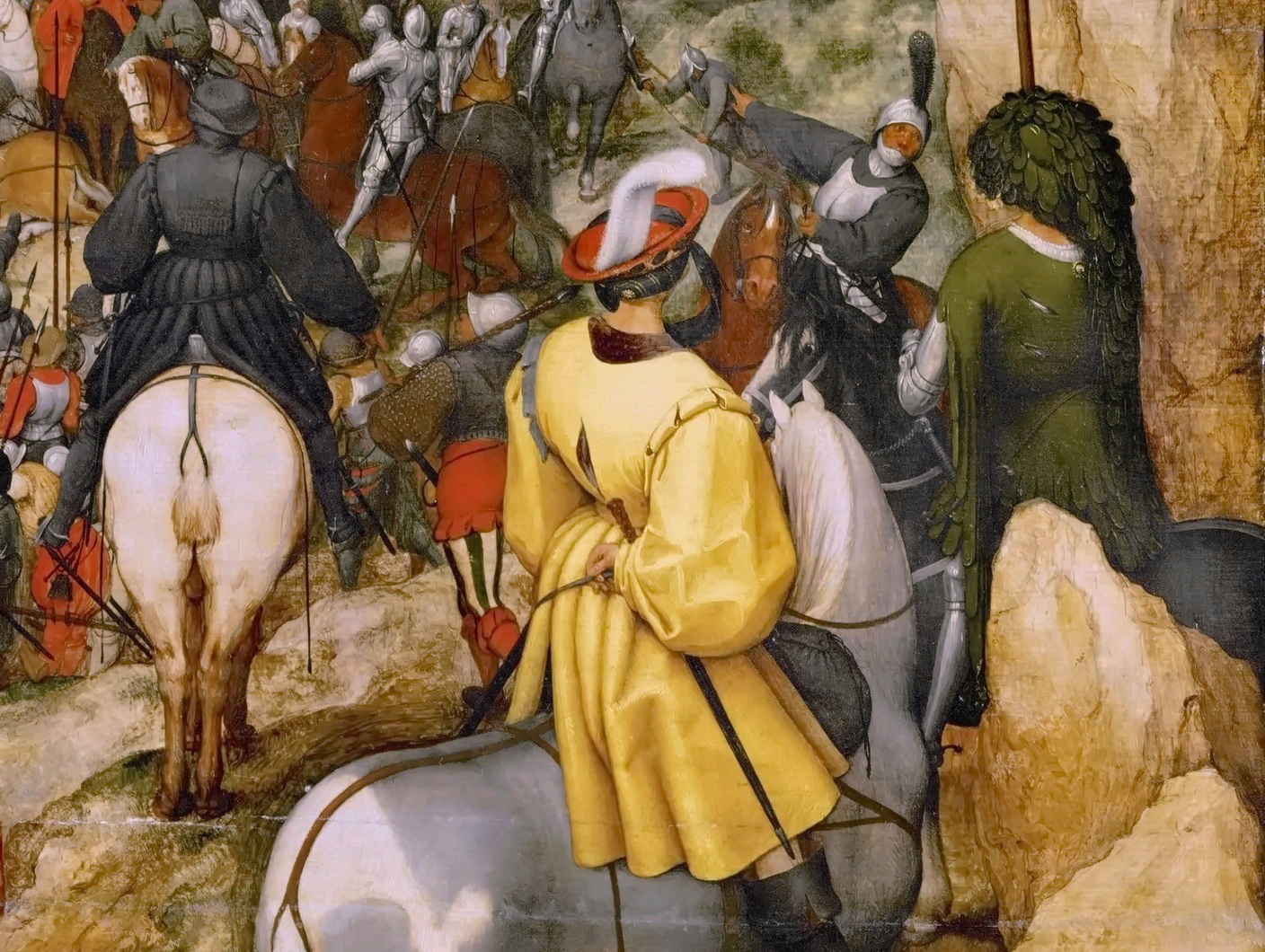
Detalhe -̈ Um soldado a avisar um Comandante da queda de Paulo